# 大花叉柱花
大花叉柱花（学名：Staurogyne sesamoides）为爵床科叉柱花属的植物。分布于越南以及中国大陆的广东、广西等地，生长于海拔800米以下的地区，常生长在湿润山谷及林下，目前尚未由人工引种栽培。